# Zbigniew Kmieciak (prawnik)
Zbigniew Kmieciak (ur. 26 stycznia 1956 w Łodzi) – polski prawnik, administratywista, profesor nauk prawnych, sędzia Naczelnego Sądu Administracyjnego w stanie spoczynku. Były prorektor ds. nauki Uniwersytetu Łódzkiego.

## Życiorys
Absolwent Wydziału Prawa i Administracji Uniwersytetu Łódzkiego, na którym został zatrudniony po ukończeniu studiów w 1980. W 1986 doktoryzował się na Uniwersytecie Łódzkim, a w 1995 uzyskał tamże stopień doktora habilitowanego na podstawie dorobku naukowego oraz pracy pt. Skuteczność regulacji administracyjnoprawnej. 14 grudnia 1999 otrzymał tytuł profesora nauk prawnych, nadany postanowieniem prezydenta RP. Specjalizuje się w zakresie prawa i postępowania administracyjnego, opublikował około 250 prac naukowych z tego zakresu, będąc m.in. redaktorem komentarza do kodeksu postępowania administracyjnego. W drugiej dekadzie XXI wieku kierował zespołem ds. reformy postępowania administracyjnego, powołanego decyzją Prezesa Naczelnego Sądu Administracyjnego w 2012. Konsekwencją tych prac była nowelizacja Kodeksu postępowania administracyjnego w 2017 roku.

## Pełnione funkcje
- Kierownik Katedry Postępowania Administracyjnego i Katedry Postępowania Administracyjnego Porównawczego na WPiA UŁ[8].
- Prorektor ds. nauki, pełni funkcję zastępcy rektora Uniwersytetu Łódzkiego. Zatrudniony jest na WPiA UŁ w Katedrze Postepowania Administracyjnego[4].
- Kierownik Zakładu Komparatystyki Postępowania Administracyjnego w Instytucie Badań Prawnoporównawczych i Interdyscyplinarnych WPiA UŁ[4].
- Kierownik zespołu ds. reformy postępowania administracyjnego
- W kadencji 2020–2023 członek Komitetu Nauk Prawnych PAN, zajmujący się sprawami oceny systemu awansów naukowych[9].
- W latach 1996–2018 orzekał jako sędzia Naczelnego Sądu Administracyjnego. 19 stycznia 2018 r. przeszedł w stan spoczynku[10]
- Członek rady programowej czasopisma Przegląd Prawa Publicznego[11].

## Zainteresowania naukowe
Przedmiotem zainteresowań naukowych profesora Zbigniewa Kmieciaka są m.in. zagadnienia z zakresu: komparatystyki prawniczej i europeizacji prawa, teorii kodyfikacji postępowania administracyjnego i sądowo-administracyjnego, gwarancji ochrony praw jednostki, efektywności działań administracji, standardów „rzetelnej” (sprawiedliwej) procedury oraz instytucji prawa procesowego umożliwiających realizację koncepcji good governance, partycypacji w postępowaniu różnych podmiotów i „prawa do sądu”. Specjalizował się w zakresie prawa i postępowania administracyjnego.

## Nagrody
W 2000 otrzymał Złoty Krzyż Zasługi.

## Wybrane publikacje
- Pragmatyzm postępowania administracyjnego, Fenomen prawa administracyjnego: księga jubileuszowa profesora Jana Zimmermanna, 2019
- Zakres stosowania przepisów Kodeksu postępowania administracyjnego o milczącym załatwieniu sprawy, Zeszyty Naukowe Sądownictwa Administracyjnego, 2019
- Postępowanie administracyjne na rozdrożu?, Państwo i Prawo, 2019
- Idea badań prawnoporównawczych Franciszka Longchampsa de Bérier, Państwo i Prawo, 2019
- Demokracja a rządy prawa, Państwo administracja i prawo administracyjne w europejskiej kulturze prawnej. Księga jubileuszowa dedykowana Profesorowi Janowi Andrzejowi Jeżewskiemu z okazji osiemdziesiątej rocznicy urodzin, 2018
- Koncepcja środków odwoławczych według modelu kodeksu postępowania administracyjnego Unii Europejskiej (ReNEUAL), Kodeks postępowania administracji Unii Europejskiej, 2017
- Problemy i wyzwania partycypacji w postępowaniu administracyjnym, Partycypacja w postępowaniu administracyjnym. W kierunku uspołecznienia interesu prawnego, 2017